# T@gged
T@gged est une série télévisée américaine de type thriller psychologique, mettant en vedette Lulu Antariksa, Lia Marie Johnson, Katelyn Nacon, Timothy Granaderos et Lukas Gage. La série est produite par AwesomenessTV et est sortie le 19 juillet 2016 sur go90.
Le 13 septembre 2016, il est annoncé que la série est renouvelée pour une deuxième saison, prévue pour 2017. Le 1er mai 2017, avant que la saison 2 ne débute, AwesomenessTV annonce que la chaîne avait renouvelé T@gged pour une troisième saison. La troisième et dernière saison est sortie le 7 décembre 2018 sur Hulu.

## Synopsis
T@gged suit trois lycéennes, Hailey, Rowan et Elisia, dont les profils en ligne sont marqués par des vidéos violentes. Ils renseignent quelqu'un sur beaucoup de choses à leur sujet, y compris où elles vivent. La seule façon de sauver leur vie est de savoir qui les surveille avant que le tueur ne les atteigne d’abord. La série thriller T@gged évoque le problème de la confidentialité à l'extrême et montre ce qui se passe lorsque  les réseaux sociaux tombent entre de mauvaises mains.

## Distribution

### Personnages principaux
- Lia Marie Johnson : Hailey Jensen (saison 1-2)
- Lulu Antariksa : Rowan Fricks (saison 1, 2 et 3)
- Katelyn Nacon : Elisia Brown (saison 1, 2 et 3)
- Nick Fink : Jake Brown (saison 1, 2 et 3)
- Timothy Granaderos : Ash Franklin (saison 1, 2 et 3)
- JC Caylen : Sean McCauley (saison 1, 2 et 3)
- Lukas Gage : Brandon Darrow (récurrent saison 1, principal depuis la saison 2)
- Danielle Savre : Mme Dawson (saisons 1-2)
- Kurt Caceres : agent Fricks (saison 1, 2 et 3)
- Claudia Sulewski : Nicki Sullivan (saisons 1-2; invité de la saison 3)
- Brendan Meyer : Eric/Dunbar Rakes (saison 1; invité de la saison 2-3)
- Tristin Mays : Brie Fricks (saison 1; invitée de la saison 3)
- Rajiv Dhall : Stinger/Lance Broadly (saison 2–3)
- Braeden Lemasters : Trevor Askill (saison 2–3)
- Noah Centineo : Hawk Carter (saison 2-3)
- Emma Dumont : Zoe Desaul (saison 2–3)
- Hana Hayes : Tessa Mitchell (saison 3)
- Fivel Stewart : Jai Mathis (saison 3)
- Chelsea LJ Lopez : Alison (saison 3)

## Production
Le tournage de T@gged prend place au Nouveau-Mexique. La production de la première saison a commencé début 2016. La production de la deuxième saison a commencé en septembre 2016.
La production de la troisième saison a commencé en octobre 2017.

## Épisodes

### Première saison (2016)
1. #C'est qui le boss (#Shotgun)
2. #Vrai ou faux (#Realorfake
3. #Le but du jeu (#Nameofthegame)
4. #vous vous souvenez de moi (#Rememberme)
5. #Deux visages (#face)
6. #sous pression (#underpressure)
7. #C'est ton tour (#Yourturn)
8. #m0nk3ym4nn (#Monkeyman)

### Deuxième saison (2017)
1. Résurrection (Resurrection)
2. Message d'outre-tombe (Digging)
3. Sous les projecteurs (Spotlight)
4. Nicki (Nicki)
5. Les accidents arrivent (Edit Tricks)
6. En fuite (Runaway)
7. Soirée filles (New Friends)
8. Confrontation (Confrontation)
9. Alchimie (Chemistry)
10. Le plan (Control)
11. KingCobra (KingCobra)
12. Piquées au vif (Snaked)

### Troisième saison (2018)
1. Queen Cobra (Rewind)
2. Nouvelle donne (Hellos and Goodbyes)
3. Monsieur Vide (Promises)
4. En quête de vérité (Anonymous)
5. Possédée (Possessed)
6. L'impasse (Dead End)
7. L'union fait la force (Deep End)
8. Confession (Mirror Image)
9. La gueule du loup (Upside Down)
10. Le Camp Terrero (Good Night)
11. Alors, à plus tard (See You Later)
12. Bas les masques (Surrender)